# Хафіз (Курти)
Хафіз (*д/н — 1332) — 7-й малік Держави Куртів у 1330—1332 роках.

## Життєпис
Син маліка Гіяс ад-Діна. Відомостей про нього обмаль. 1330 року після смерті брата Шамс ад-Діна Мухаммада II під час епідемії чуми. Намагався відновити державу, що постраждала під час епідемії. Водночас взяв курс на здобуття повної незалежності від Чагатаїв і Хулагуїдів.
У січні 1332 року повалений внаслідок заколоту свого брата Муїзз ад-Дін Хусейна.